# 胡厚池
胡厚池，中华人民共和国政治人物、全国脱贫攻坚先进个人。

## 生平
胡厚池任四川省交通运输厅公路局党委委员、副局长。因在脱贫攻坚战中作出突出贡献，2021年2月25日全国脱贫攻坚总结表彰大会上，胡厚池被授予“全国脱贫攻坚先进个人”。